# Красноногий филандер
Красноногий филандер, или обожжённый кенгуру (лат. Thylogale stigmatica), — сумчатое млекопитающее семейства кенгуровых.

## Описание
Длина тела составляет от 39 до 54 см, длина хвоста — от 30 до 47 см, масса — от 2,5 до 6,8 кг. Самцы крупнее и тяжелее, чем самки. Окраска меха на спине серо-коричневого цвета, морда, боковые стороны тела и задние конечности красно-коричневого цвета. На бёдрах имеются яркие желтовато-белые полосы.

## Распространение
Встречается на крайнем юге острова Новая Гвинея и на значительной части восточной Австралии, от полуострова Кейп-Йорк до востока Нового Южного Уэльса. Диапазон проживания по высоте — от уровня моря до 1200 м над уровнем моря. В значительной степени солитарный (характеризуемый разрозненными поселениями отдельных особей, ведущих одиночный образ жизни) лесной вид. Живёт в равнинных и горных влажных тропических лесах, влажных склерофитных лесах, низких полувечнозелёных лесах; изредка встречается в зарослях лантана в бывших лесных районах. На Новой Гвинее ареал ограничен галерейными лесами: красноногий филандер избегает соседних лугов и соперничает с видом Thylogale brunii, занимая одинаковые места обитания.

## Образ жизни
Ведёт преимущественно ночной, одиночный образ жизни. Днём животные спят, укрывшись в густой растительности лесов. Ночью выходят в поисках корма на окраины леса, объединяясь в небольшие группы. В случае опасности спасаются бегством в чащу леса. Питаются опавшими листьями и плодами деревьев, иногда кормятся свежими листьями и травой.

## Размножение
Размножение происходит с октября по июнь. После 28—30-дневного периода беременности самка рождает обычно одного детёныша. Новорождённый проводит первые месяцы жизни в сумке матери и в возрасте 4,5—6 месяцев начинает выходить оттуда. Еще через 1,5—3 месяца окончательно покидает материнскую сумку.

## Угрозы
Серьёзных угроз для вида не существует. В Австралии некоторую угрозу представляет хищничество со стороны собак, на Новой Гвинее — охота ради мяса. Присутствует во многих охраняемых районах в Австралии и не присутствует в природоохранных зонах на Новой Гвинее.